# Yugoslavia en los Juegos Olímpicos de Los Ángeles 1932
Yugoslavia estuvo representada en los Juegos Olímpicos de Los Ángeles 1932 por un deportista que compitió en atletismo.  
El portador de la bandera en la ceremonia de apertura fue el atleta Veljko Narančić. El equipo olímpico yugoslavo no obtuvo ninguna medalla en estos Juegos.